# Правник
Правник, такође познат као правни научник или правни теоретичар, је неко ко истражује и проучава судску праксу (теорију права). Таква особа може бити академик, правни писар или професор права. Правник је неко ко студира, анализира и расправља о закону, супротност је адвокату, особи која примењује закон у корист клијента и мисли о томе у практичном смислу. Ова особа је обично специјалиста за право, углавном (али не увек) са формалном квалификацијом из права и често правни практичар. У Уједињеном Краљевству термин „правник“ се углавном користи за правне академике, док се у Сједињеним Државама термин може применити и на судију. Што се тиче римског права, „jurist“ (на енглеском) је правник (iurisconsultus).
Енглески термин jurist треба разликовати од сличних термина у другим европским језицима, где може бити синоним за правног професионалца, што значи свако ко има диплому из струке права који се квалификује за пријем у правну професију, укључујући позиције као што су судија или адвокат. У Немачкој, Скандинавији и низу других земаља правник означава некога ко има диплому правника, а то може бити и заштићено звање, на пример у Норвешкој. Стога се овај термин може применити на адвокате, судије и академике, под условом да имају квалификовану диплому професионалног права. У Немачкој се термин „потпуни правник“ понекад неформално користи да означи некога ко је завршио два државна испита из права који га квалификују за бављење правом, да би се разликовало од некога ко може имати само први државни испит или неки други облик правне квалификације који не испуњава услове за бављење адвокатуром.

## Значајни правници
Неки историјски значајних правника су:
- Ур-Наму[12][13]
- Ликург[14][15][16]
- Солон[17][18][19][20][21]
- Бхимрао Рамџи Амбеткар[22][23][24][25][26]
- Марко Тулије Цицерон[27][28][29][30]
- Ибн Рушд[31][32][33][34]
- Тома Аквински[35][36]
- Франсис Бејкон[37][38]